# Distrikt Tiquillaca
Der Distrikt Tiquillaca liegt in der Provinz Puno in der Region Puno im Süden Perus. Der Distrikt besitzt eine Fläche von 489 km². Beim Zensus 2017 wurden 1688 Einwohner gezählt. Im Jahr 1993 lag die Einwohnerzahl bei 2638, im Jahr 2007 bei 2053. Sitz der Distriktverwaltung ist die 3885 m hoch gelegene Ortschaft Tiquillaca mit 369 Einwohnern (Stand 2017). Tiquillaca befindet sich 17,5 km westnordwestlich der Regions- und Provinzhauptstadt Puno.

## Geographische Lage
Der Distrikt Tiquillaca liegt im zentralen Westen der Provinz Puno. Die Längsausdehnung in SW-NO-Richtung beträgt etwa 50 km. Im äußersten Nordosten reicht der Distrikt bis an das Südufer des Sees Lago Umayo. Durch den Südwesten des Distrikts verläuft die Wasserscheide zwischen dem Pazifischen Ozean und dem Altiplano. Der Nordosten liegt im Einzugsgebiet des Titicacasees, der Südosten im Einzugsgebiet des Río Tambo.
Der Distrikt Tiquillaca grenzt im Südwesten an den Distrikt Ichuña (Provinz General Sánchez Cerro), im Nordwesten an die Distrikte Mañazo und Vilque, im äußersten Nordosten an den Distrikt Paucarcolla, im Osten an den Distrikt Puno sowie im Süden an den Distrikt San Antonio.